# Vinavil
La Vinavil S.p.A. è un'azienda italiana operante nel settore dei collanti stata costituita nel 1994. Vinavil è un adesivo bianco universale prodotto dagli anni '50 e il suo nome deriva da vinilacetato e da Villadossola.

## Storia

### Le origini
Il prodotto nacque a Villadossola nello stabilimento della Società elettrochimica del Toce (poi Rhodiatoce) nel secondo dopoguerra, dopo che era stata abbandonata la produzione di acetato di cellulosa; il nome con cui veniva commercializzato era Vinavil Rhodiatoce. Seguì i destini della Montecatini (che controllava la Rhodiatoce) quando, nel 1966, nacque il gruppo Montedison.
Nel 1972 la Rhodiatoce si fuse per incorporazione, insieme alla Polymer, nella Châtillon; questa operazione portò alla nascita della Montefibre. Fu allora che venne utilizzato il marchio Vinavil per designare, tra le produzioni del gruppo Montedison, il settore dei collanti prodotti nello stabilimento di Villadossola e, successivamente, anche in quello di Ravenna.

### Il confluimento in Enimont
Nel 1988 la Montedison conferì le attività della controllata Vinavil alla neonata società Enimont, joint-venture tra Eni e Montedison. In seguito allo scandalo e al fallimento di quest'ultima nel 1991, le attività passarono interamente sotto il controllo dell'EniChem, che conferì il tutto alla controllata EniChem Synthesis.

### L'acquisto da parte di Mapei
EniChem Synthesis aveva deciso la dismissione degli stabilimenti ex Vinavil (Villadossola e Ravenna) quando, nel 1994, il marchio e le attività produttive vennero rilevati dal gruppo Mapei; assunse quindi la denominazione di Vinavil S.p.A. La sua sede principale è a Milano.